# LMFA 7×7 2012
La LMFA 7×7 2012 è la 2ª edizione del campionato di football a 7, organizzato dalla FMFA.

## Squadre partecipanti
| Club                   | Città               | Stadio | Sponsor ufficiale | Risultato nella stagione 2002 |
| ---------------------- | ------------------- | ------ | ----------------- | ----------------------------- |
| Guadalajara Stings     | Guadalajara         |        |                   |                               |
| Las Rozas Black Demons | Las Rozas de Madrid |        |                   |                               |
| Osos de Rivas          | Rivas-Vaciamadrid   |        |                   |                               |

## Incontri
| 24 giugno 2012 | Guadalajara Stings | 6 – 0 | Las Rozas Black Demons |  |

| 24 giugno 2002 | Las Rozas Black Demons | 0 – 1 (a tavolino) | Osos de Rivas |  |

| 24 giugno 2012 | Osos de Rivas | 24 – 12 | Guadalajara Stings |  |

## Classifica
La classifica della regular season è la seguente:
- PCT = percentuale di vittorie, G = partite giocate, V = partite vinte,  P = partite perse, PF = punti fatti, PS = punti subiti

| Pos. | Squadra                | PCT   | G | V | N | P | PF | PS |
| ---- | ---------------------- | ----- | - | - | - | - | -- | -- |
| 1    | Osos de Rivas          | 1.000 | 2 | 2 | 0 | 0 | 25 | 12 |
| 2    | Guadalajara Stings     | .500  | 2 | 1 | 0 | 1 | 18 | 24 |
| 3    | Las Rozas Black Demons | .000  | 2 | 0 | 0 | 2 | 0  | 7  |

## Verdetti
- Osos de Rivas Campioni della LMFA (2º titolo)